# Astronaut (is)
 For alternative betydninger, se Astronaut (flertydig). (Se også artikler, som begynder med Astronaut)
Astronaut-isen blev lanceret i 1958 under navnet Himmelhunden af virksomheden Premier Is. Inspirationen var Sovjetunionens opsendelse af hunden Laika med Sputnik 2-rumfartøjet, hvis karakteristiske løfteraketter kan genfindes i isens form.
Som tiden gik, forsvandt Laika ud af folks bevidsthed, hvorfor isen ændrede navn til Astronaut i 1976.